# Małyszyce
Małyszyce [pronunciación en polaco: /mawɨˈʂɨt͡sɛ/] es un pueblo ubicado en el distrito administrativo de Gmina Trzyciąż, dentro del Condado de Olkusz, Voivodato de Pequeña Polonia, en Polonia del sur. Se encuentra aproximadamente a 9 kilómetros al este de Trzyciąż, a 23 kilómetros al este de Olkusz, y a 27 kilómetros al norte de la capital regional Kraków.